# Tour de la Banque Nationale
La Tour de la Banque Nationale es un rascacielos en la ciudad de Montreal, en la provincia de Quebec (Canadá). Fue construido en 1983, tiene 128 metros de altura y 28 plantas. La torre es obra de la arquitecta estadounidense Sylvia Gottwald-Thapar.

## Descripción
El edificio, ubicado en 600, rue De La Gauchetière Ouest está conectado a un edificio idéntico en estética y altura, y casi gemelo en construcción, el 700 de La Gauchetière, diseñado por el mismo arquitecto. Este edificio juntos también se llama Complexe Maisonneuve. El edificio alberga la sede del Banco Nacional de Canadá y Raymond Chabot Grant Thornton.
Tiene la misma altura que la Tour Scotia, que además tiene idéntico número de pisos.